# Виробкі (Радзейовський повіт)
Виробкі (пол. Wyrobki) — село в Польщі, у гміні Топулька Радзейовського повіту Куявсько-Поморського воєводства.
Населення — 94 особи (2011).
У 1975-1998 роках село належало до Влоцлавського воєводства.

## Демографія
Демографічна структура станом на 31 березня 2011 року:
|          | Загалом | Допрацездатний вік | Працездатний вік | Постпрацездатний вік |
| -------- | ------- | ------------------ | ---------------- | -------------------- |
| Чоловіки | 53      | 16                 | 29               | 8                    |
| Жінки    | 41      | 9                  | 22               | 10                   |
| Разом    | 94      | 25                 | 51               | 18                   |